# Kammerjunker

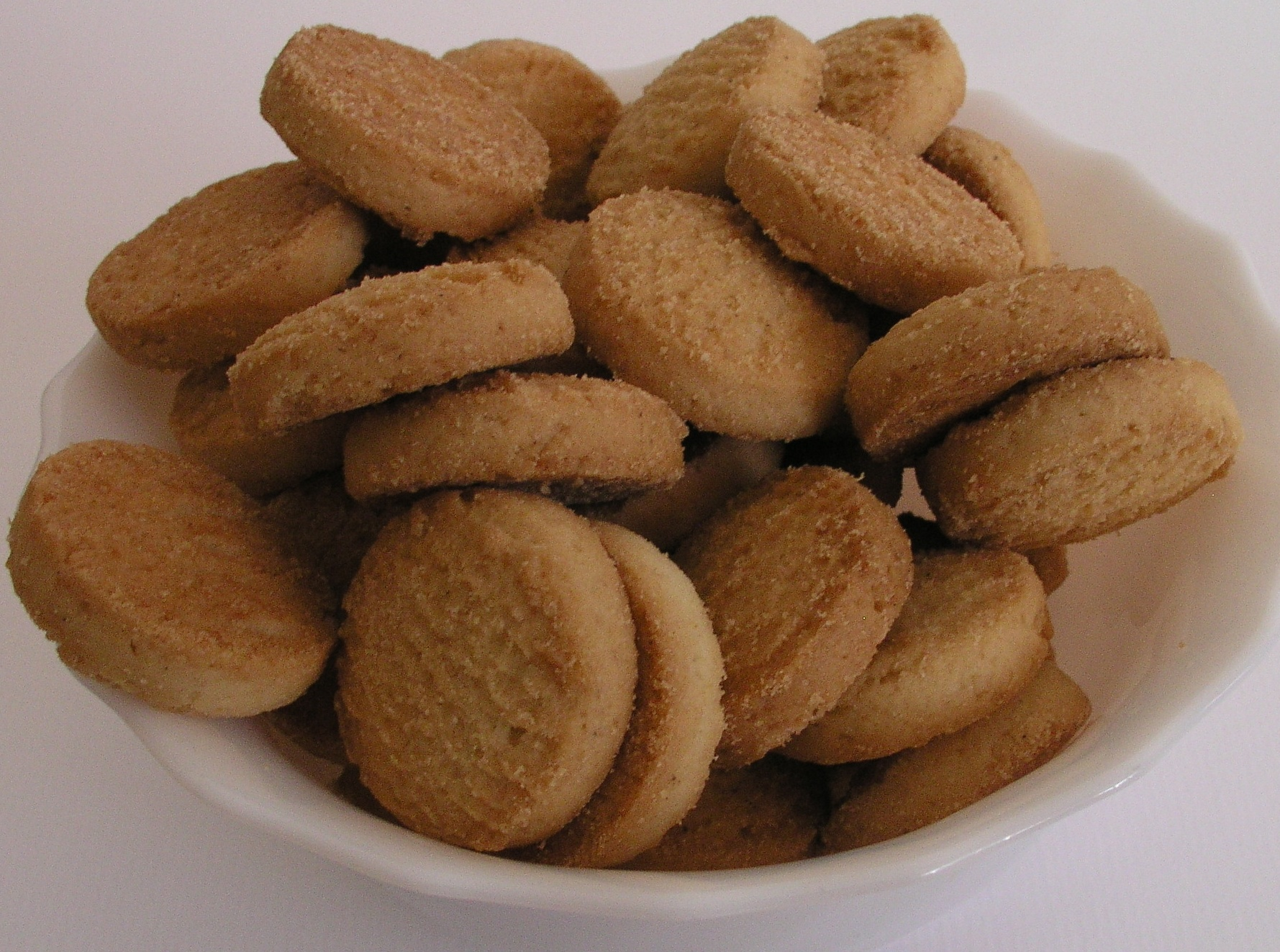
Taça com kammerjunker

Kammerjunker (kammerjunkere no plural, em Dinamarquês) é uma pequena bolacha típica da culinária da Dinamarca, consumida tradicionalmente com koldskål, uma bebida feita à base de leitelho. Tal como o koldskål, estas bolachas são sobretudo consumidas no Verão, constituindo uma especialidade tipicamente dinamarquesa.
São feitas com uma massa à base de farinha, gordura (manteiga, por exemplo), ovo, açúcar, sal e fermento. A partir da massa são formados rolos, que são cortados em rodelas. As rodelas formam as bolachas que vão, em seguida, ao forno, ficando prontas para comer após a cozedura.